# Barbadillo del Mercado
Barbadillo del Mercado ist ein Ort und eine Gemeinde (municipio) mit nur noch 134 Einwohnern (Stand: 2024) in der Provinz Burgos und der Region Kastilien-León im Norden Spaniens. Der Ort gehört zur bevölkerungsarmen Region der Serranía Celtibérica.

## Lage und Klima
Der Ort Barbadillo del Mercado liegt am Oberlauf des Río Arlanza auf der Südseite des Kantabrischen Gebirges in einer Höhe von ca. 950 m etwa 50 km (Fahrtstrecke) südöstlich der Stadt Burgos. Das Klima im Winter ist rau, im Sommer dagegen trocken und warm; Regen (ca. 545 mm/Jahr) fällt überwiegend im Winterhalbjahr.

## Bevölkerungsentwicklung
| Jahr      | 1857 | 1900 | 1950 | 2000 | 2017 |
| Einwohner | 640  | 653  | 645  | 167  | 129  |

Die Mechanisierung der Landwirtschaft und die Aufgabe von bäuerlichen Kleinbetrieben haben in der zweiten Hälfte des 20. Jahrhunderts zu einem deutlichen Bevölkerungsschwund geführt.

## Wirtschaft
Die Landwirtschaft, zu der auch ein wenig Viehzucht (z. B. Schweine, Hühner) gehörte, spielte seit jeher die wichtigste Rolle für die Bevölkerung der Region; im Ort selber entwickelten sich in kleinem Umfang auch Handwerk, Handel und Dienstleistungsgewerbe. Mehrere Häuser des Ortes werden heute als Ferienwohnungen (casas rurales) vermietet.

## Geschichte
Wahrscheinlich wurde der Ort im 9. oder 10. Jahrhundert gegründet oder wiederbesiedelt (repoblación); im Jahr 1255 wurde er von Alfons X. dem Erzbistum Burgos überantwortet. Im 15./16. Jahrhundert gab es hier einen regional bedeutsamen Wollmarkt – daher der Namenszusatz del Mercado. Seit dem Jahr 1759 ist Barbadillo eine eigenständige Gemeinde.

## Sehenswürdigkeiten

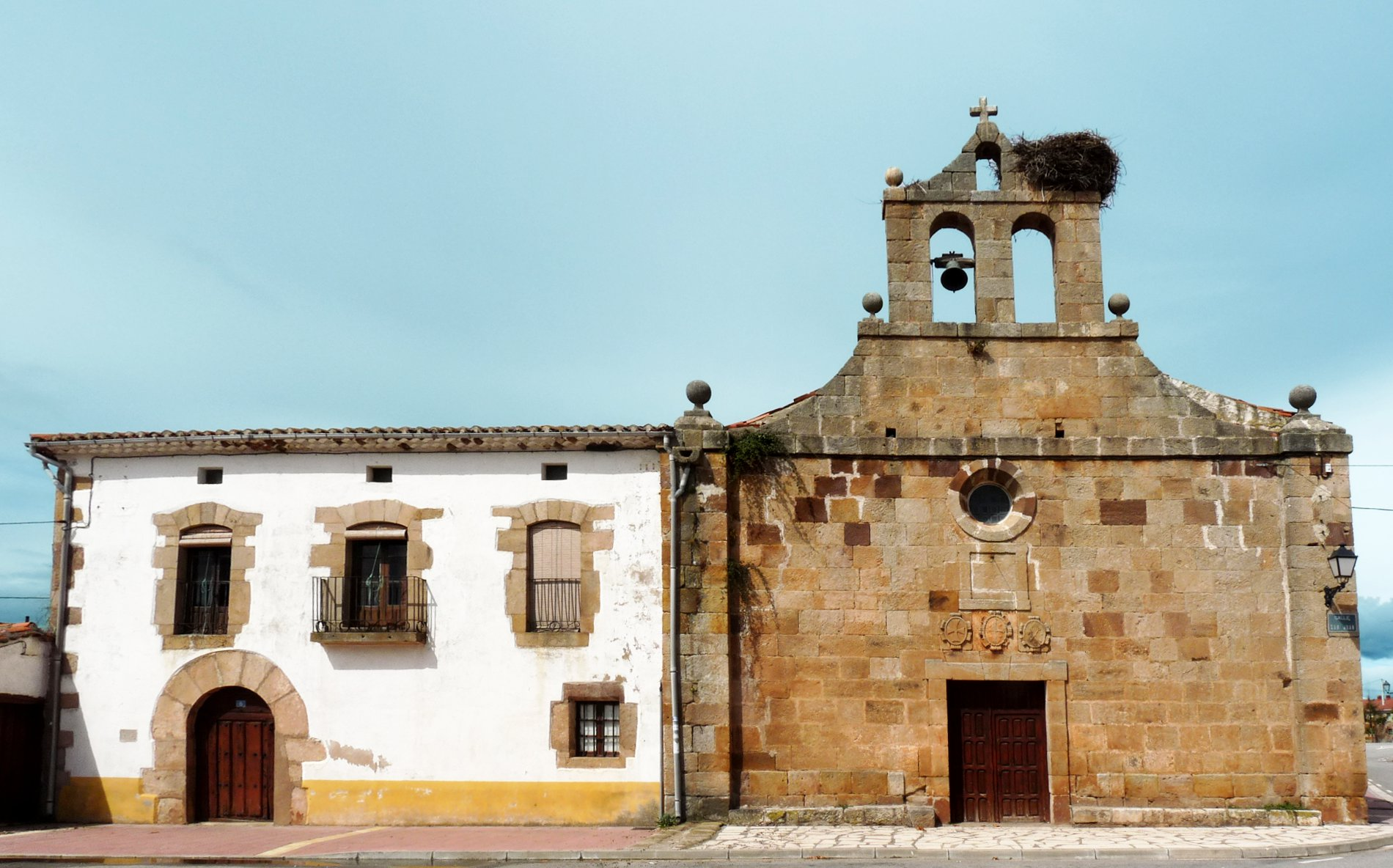
Iglesia de la Trinidad

- Die Kirche San Pedro ist dem Apostel Petrus geweiht. Sie stammt aus dem 16. Jahrhundert und ist dreischiffig mit flacher Apsis. Das Portal im Erdgeschoss des Glockenturms wurde irgendwann zugemauert und befindet sich seitdem auf der Südseite.[5]
- Die Gerichtssäule (rollo oder picota) auf dem Vorplatz der Kirche erinnert an die Eigenständigkeit der Gemeinde.
- Die Kirche La Trinidad gehörte zu einem Dominikanerkloster. Ihr Bau wurde im Jahr 1597 begonnen. Die eher schmucklose Westfassade zeigt drei steinerne Wappenschilde über dem Portal, ein kleines Rundfenster und einen mit Steinkugeln geschmückten Glockengiebel (espadaña). Die Kirche wurde im Jahr 2000 restauriert.[6]
- Mehrere imposante Adelspaläste mit steinernen Wappenschilden aus dem 16./17. Jahrhundert erinnern an die Blütezeit des Ortes.